# Cantó de Molins Sud
Moulins-Sud és un antic cantó francès al districte de Moulins, del departament de l'Alier, que incloïa els municipis de Bressolles, Toulon-sur-Allier i Moulins-sur-Allier (aquest parcialment). Va desaparèixer el 2015.
| Data d'elecció                           | Identitat          | Partit                        | Qualitat |
| ---------------------------------------- | ------------------ | ----------------------------- | -------- |
| 1970-1982                                | Hector Rolland     | UDR, després RPR              |          |
| 1989-1992                                | Jean-Paul Martin   | RPR                           |          |
| 1992-1994                                | Paul Chauvat       | Divers droite                 |          |
| 1994-2001                                | Jean-Claude Mairal | PCF                           |          |
| 2001-2008                                | Christian Béligon  | Unió Republicana del Borbonès |          |
| 2008-2015                                | Nicole Tabutin     | Unió Republicana del Borbonès |          |
| les dades anteriors no són pas conegudes |                    |                               |          |
|                                          |                    |                               |          |

| 1962 | 1968 | 1975 | 1982 | 1990   | 1999   | 2007   |
| ---- | ---- | ---- | ---- | ------ | ------ | ------ |
| -    | -    | .    | -    | 16.053 | 15.280 | 14.463 |